# Porąbki (Górowo Iławeckie)
Porąbki (deutsch Stobbenbruch) war bis 1945 ein Ort im Kreis Preußisch Eylau in Ostpreußen. Seine Ortsstelle gehört jetzt zur Landgemeinde Górowo Iławeckie (Landsberg) im Powiat Bartoszycki (Kreis Bartenstein) in der polnischen Woiwodschaft Ermland-Masuren.

## Geographische Lage
Die Ortsstelle Porąbkis liegt im Nordwesten der Woiwodschaft Ermland-Masuren, 24 Kilometer südwestlich der früheren und heute auf russischem Staatsgebiet gelegenen Kreisstadt Preußisch Eylau (russisch Bagrationowsk) bzw. 32 Kilometer westlich der heutigen Kreismetropole Bartoszyce (deutsch Bartenstein).

## Geschichte
1640 ist das Gründungsjahr des kleinen Ortes Stobbenbruch, der aus einem großen Hof bestand. 1874 kam Stobbenbruch zum im ostpreußischen Kreis Preußisch Eylau neu errichteten Amtsbezirk Groß Steegen (polnisch Stega Wielka), der 1930 im Amtsbezirk Alt Steegen aufging.
Zunächst dem Gutsbezirk Wildenhoff (polnisch Dzikowo Iławeckie) zugehörig, zählte Stobbenbruch im Jahre 1905 acht Einwohner. Am 30. September 1928 kam es zusammen mit Friedrichshof (polnisch Wierzbięcin) zur Gemeinde Hoppendorf (polnisch Grotowo). Letzter Besitzer auf Stobbenbruch bei 100,17 Hektar Umfang war Adalbert Pothmann.
„Porąbki“ war die polnische Namensform für Stobbenbruch, als der kleine Ort 1945 in Kriegsfolge mit dem gesamten südlichen Ostpreußen an Polen fiel. Zunächst   noch verlor der Ort an Bedeutung, ging vielleicht in Grotowo auf, wurde jedenfalls nicht mehr offiziell genannt und gilt als untergegangen. Seine Ortsstelle liegt im Gebiet der Gmina Górowo Iławeckie (Landgemeinde Landsberg) im Powiat Bartoszycki (Kreis Bartenstein), von 1975 bis 1998 der Woiwodschaft Olsztyn, seither der Woiwodschaft Ermland-Masuren zugehörig.

## Religion
Bei überwiegend evangelischer Bevölkerung war Stobbenbruch bis 1945 in das Kirchspiel der Kirche Guttenfeld (polnisch Dobrzynka) im Superintendenturbezirk Landsberg im Kirchenkreis Preußisch Eylau in der Kirchenprovinz Ostpreußen der Kirche der Altpreußischen Union eingegliedert.

## Verkehr
Die noch leidlich erkennbare Ortsstelle von Stobbenbruch resp. Porąbki ist von Grotowo (Hoppendorf) aus über einen Landweg zu erreichen.